# Awaous litturatus
Awaous litturatus är en fiskart som först beskrevs av Steindachner, 1861.  Awaous litturatus ingår i släktet Awaous och familjen smörbultsfiskar. Inga underarter finns listade.